# 서종초등학교
서종초등학교는 대한민국 경기도 양평군에 있는 공립 초등학교이다.

## 학교 연혁
- 1920년 11월 1일 문호공립보통학교(4년제) 개교
- 1938년 4월 1일 서종공립심상소학교로 개칭
- 1939년 4월 1일 6년제로 개편
- 1941년 4월 1일 서종공립국민학교로 개칭
- 1996년 3월 1일 서종초등학교로 개칭
- 1996년 11월 29일 식당, 강당 준공
- 2006년 12월 21일 골프연습장 준공
- 2008년 8월 1일 보육교실 운영
- 2009년 8월 27일 영어체험교실 구성
- 2011년 8월 26일 체육관 준공
- 2020년 서종초등학교 100주년

## 참고 자료
- 서종초등학교 - 한국교육학술정보원 학교알리미